# Birgitta Tollan
Eva Birgitta Tollan, ursprungligen Larsson, senare Larsson-Tollan, även Tollan Driesel, född 5 juni 1950 i Karl Johans församling i Göteborg, är en svensk radioproducent och före detta friidrottare.
Tollan har varit verksam som radioproducent och musik- och kulturjournalist på Sveriges Radio, Expressen, Göteborgs-Posten, Göteborgs-Tidningen och Musikens makt. Hon var också medlem i musikgrupperna Häxfeber, Collapse, Göteborgs Musikkollektiv och Mothers and Others. Tollan producerar regelbundet Musikmagasinet i P2 i Sveriges Radio.
År 1997 producerade Tollan två radiodokumentärer om hatbrott i P1 i Sveriges Radio och 1998 delade hon hederspriset Göteborgs Homosexuella Ros med tidskriften Expo. År 2011 tilldelades Tollan Sveriges författarförbunds radiopris och Föreningen Svenska Tonsättares pris Musikens Möjliggörare. Motiveringen löd Birgitta Tollan gör envisa och kärleksfulla radioundersökningar av musik och liv bortom allfarvägar.
Åren 2013 och 2014 producerade Birgitta Tollan programserien How Sweet the Sound i tio heltimmar i P2 och P1 i Sveriges Radio. Där berättar ett 30-tal afroamerikanska musiker om rasism och diskriminering inom amerikansk konstmusik.

## Friidrottskarriär
I slutet av 1960-talet och början av 1970-talet tävlade Tollan på elitnivå i längdhopp och löpning. Hon tävlade under namnet Birgitta Larsson för Mölndals AIK och vann SM i längdhopp tre år i rad 1969 till 1971. Tollan utsågs år 1970 till Stor grabb/tjej nummer 275.